# Кресслер, Крейг
Крейг Росс-Кресслер (англ. Craig Ross-Kressler; род.23 июня 1961 года в Мидленде, штат Мичиган) — американский конькобежец, специализирующаяся в шорт-треке и конькобежном спорте. Участвовал в Олимпийских играх 1980 года. Серебряный призёр чемпионата мира по шорт треку в абсолютном зачёте 1977 года.

## Спортивная карьера
Кресслер свой первый титул выиграл на юношеском чемпионате США по шорт-треку в 1975 году. В 1977 году он выиграл национальные чемпионаты среди юниоров и в шорт-треке и в конькобежном спорте. В том же году Кресслер стал вторым в абсолютном зачёте на чемпионате мира в Гренобле, при этом был вторым на дистанции 500 и 1500 метров и третьим на 1000 метров.
После этого чемпионата он посвятил себя только конькобежному спорту. Уже в 1978 году Кресслер стал третьим на чемпионате США по конькобежному спорту в многоборье. На следующий год на юниорском чемпионате мира Кресслер также был третьим в многоборье, победив на дистанции 500 метров и в финале на 3000 метров. На взрослом мировом первенстве в Осло он был только на 18 месте в многоборье. В 1980 году на юниорском чемпионате мира Кресслер занял второе место в общем зачёте, снова выиграв 500 метров. Олимпийские игры в Лейк-Плэсиде принесли ему только 11-е место на дистанции 1000 метров, остальные результаты были ещё ниже. После Олимпиады Кресслер ушёл из спорта.